# UB-130号潜艇
陛下之UB-130号艇是德意志帝国海军于第一次世界大战期间建造的其中一艘UB-III型近岸潜艇或称U艇。它由不来梅的威悉船厂承建，于1918年5月27日新船下水，至同年6月28日交付使用。其全长55.85米，水面及水下排水量分别为512吨和643吨，艇载武器则包括五具500毫米鱼雷发射管以及一门105毫米口径甲板炮。UB-130号入役后曾被部署至驻威廉港的第一区舰队，并参与了大西洋潜艇战，但在其仅有的一次巡逻期间，未能取得任何战功。战后，根据对德停战协定的要求，该艇于1918年11月26日被引渡至英国哈维奇正式向协约国投降，后移交法国，却于1919年初在拖至土伦途中在黑斯廷斯附近沉没。

## 设计
UB-130号是不来梅威悉船厂承建的第三批次（UB-118至UB-132号）UB-III型之一，由德意志帝国海军潜艇监察局于1917年2月8日订购、同年9月14日动工，至1918年5月27日下水。其全长55.85米，舷宽5.80米。艇体采用双壳体结构，水面及水下排水量分别为512吨和643吨，浮起时的吃水深度为3.72米。由于无需像UC-II型艇那样提供水雷布设装置，设计工程师对潜艇舷弧进行了优化，增大了司令塔体积，配备两具潜望镜，司令塔与控制室之间增加一道水密舱壁。这些改进显著提高了潜艇的水下机动性和生存力。为了达到更高的航速，UB-130号采用两台奔驰六缸四冲程525匹公制馬力（386千瓦特）柴油机用于水面运行，以及两台394匹公制馬力（290千瓦特）的船舶联盟（Schiffsunion）电动发电机用于水下航行；水面最高航速13.9節（25.7每小時），水下7.6節（14.1每小時）；能够在水面以6節（11每小時）航速续航7,280海里（13,480），或以4節（7.4每小時）连续在水下航行55海里（102）而无需充电。
UB-130号的主武器为五具500毫米艇艏鱼雷发射管，其中艇艏四具采用层叠式布局分居两侧、艇艉一具，并可搭载合共10枚G6型鱼雷。辅助武器则是一门88毫米30倍径速射炮。其标准船员编制为3名军官加31名水兵。

## 服役历史
1918年6月28日，UB-130号在前UC-54号艇长、海军上尉罗伊斯的克斯特利茨亲王海因里希三十七世的指挥下正式入役，随即展开海试。完成海试后，该艇于10月21日被编入驻威廉港的第一区舰队，并参与了大西洋潜艇战，但在其仅有的一次巡逻期间，未能取得任何战功。战后，根据对德停战协定的要求，该艇于1918年11月26日被引渡至英国哈维奇正式向协约国投降，后移交法国，却于1919年初在拖至法国港口途中在黑斯廷斯附近（50°40.5′0″N 0°15′21″E / 50.67500°N 0.25583°E）沉没。

## 脚注
1. ↑  Rössler，第55頁.
2. 1 2 3  Helgason, Guðmundur. . German and Austrian U-boats of World War I - Kaiserliche Marine - Uboat.net.   [2009-02-13].
3. 1 2 3 4  Gröner 1991，第25-30頁.
4. 1 2  Helgason, Guðmundur. . German and Austrian U-boats of World War I - Kaiserliche Marine - Uboat.net.   [2015-03-11].
5. ↑  陈进，第239頁.
6. ↑  Dodson & Cant，第24, 130頁.